# Das Boot
Das Boot és una pel·lícula alemanya amb guió i direcció de Wolfgang Petersen, produïda per Günter Rohrbach i protagonitzada per Jürgen Prochnow, Herbert Grönemeyer i Klaus Wennemann. Es va estrenar el 1983 als cinemes com un típic film d'acció i va ser un dels films més exitosos de la història del cinema alemany. Una minisèrie televisiva posterior va aprofundir més l'èpica dramàtica del tema i va fer-ne un veritable clàssic. La pel·lícula és una adaptació de la novel·la alemanya de 1973 Das Boot, escrita per Lothar-Günther Buchheim, un llibre que s'insereix en la tradició alemanya de literatura antibel·licista que en poc temps va ser un èxit. El 2016 va començar el rodatge d'una seqüela de vuit episodis d’una hora, dirigit per Johannes W. Betz; però, quan es van estrenar dos anys més tard, no va generar les mateixes expectatives a la crítica.
L'argument es desenvolupa durant la Segona Guerra Mundial i explica la història fictícia del submarí alemany U-96 i la seva tripulació. Mostra tant la tenacitat i l'excitació de la caça de vaixells aliats com les dificultats de sobreviure als atacs de les escortes durant la batalla de l'Atlàntic. L'argument utilitza una combinació de les gestes realitzades per l'U-96 real, un U-Boot tipus VII, comandat per Heinrich Lehmann-Willenbrock un dels principals «asos del tonatge» alemanys (en referència als vaixells enfonsats).

## Repartiment
- Jürgen Prochnow: Capità Henrich Lehmann-Willenbrock
- Herbert Grönemeyer: Tinent Werner, corresponsal de guerra
- Klaus Wennemann: Enginyer en cap Fritz Grade
- Hubertus Bengsch: 1r Tinent
- Martin Semmelrogge: 2n Tinent
- Bernd Tauber: Cap de navegació Kriechbaum
- Erwin Leder: maquinista Johann
- Martin May: Ullman
- Heinz Hoenig: Hinrich
- Uwe Ochsenknecht: Cap Bosun

## Premis i nominacions

### Nominacions[6]
- 1983. Oscar al millor director per Wolfgang Petersen
- 1983. Oscar al millor guió adaptat per Wolfgang Petersen
- 1983. Oscar a la millor fotografia per Jost Vacano
- 1983. Oscar al millor muntatge per Hannes Nikel
- 1983. Oscar al millor so per Milan Bor, Trevor Pyke i Mike Le Mare
- 1983. Oscar a la millor edició de so per Mike Le Mare
- 1983. Globus d'Or a la millor pel·lícula estrangera
- 1983. BAFTA a la millor pel·lícula de parla no anglesa